# São Domingos de Benfica
Pour les articles homonymes, voir Benfica (homonymie).
São Domingos de Benfica est une freguesia de Lisbonne.

## Sites
- Stade de la Luz, stade du club de Benfica
- Palais des Marquis de Fronteira
- Palais de Beau-Séjour